# محمدطاهر ذاکرزاده

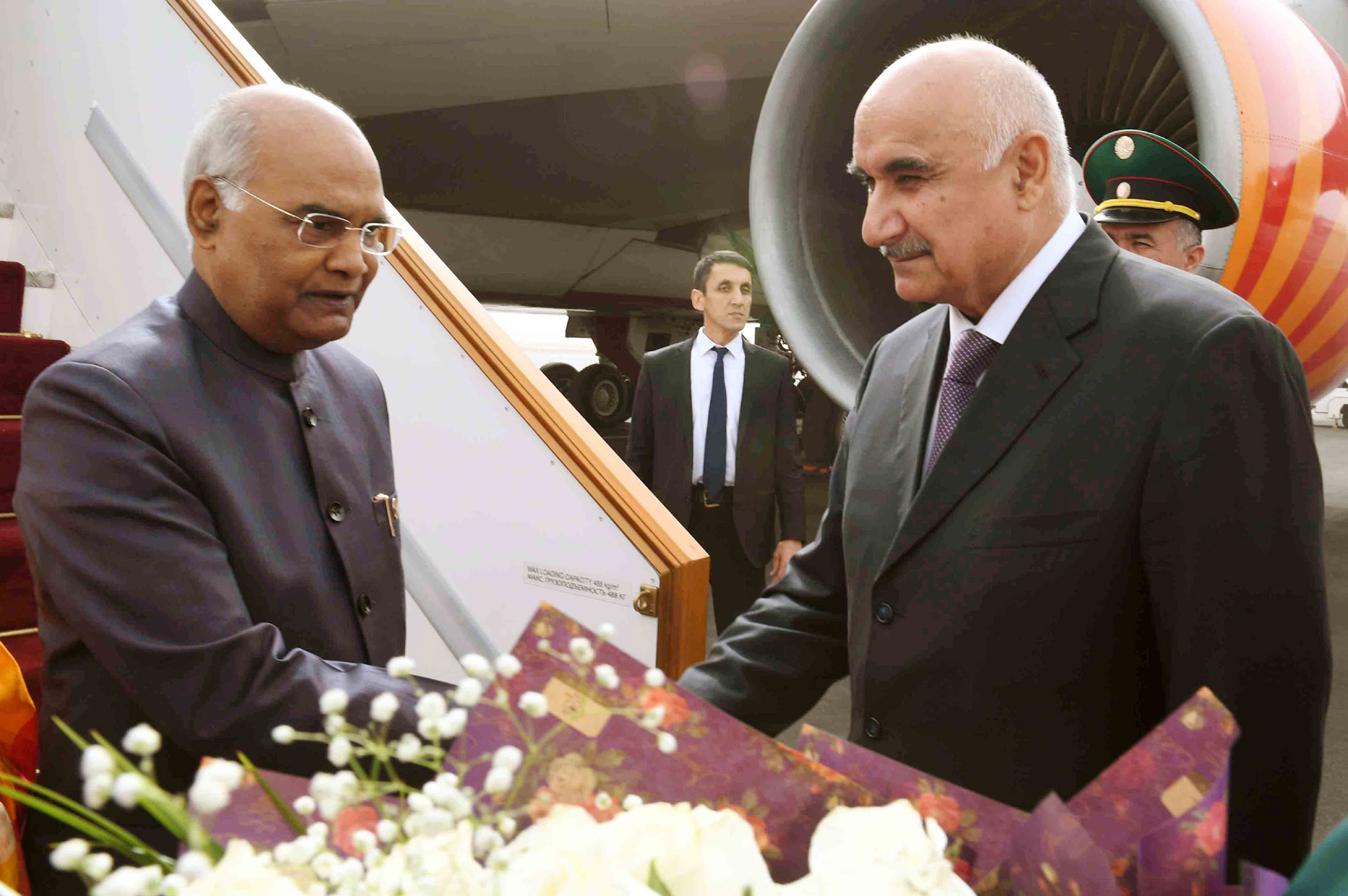
ذاکرزاده در سمت راست تصویر

محمد‌طاهر ذاکر‌زاده (متولد ۱۹۵۶) یک سیاستمدار اهل تاجیکستان است که از مارس ۲۰۲۰ به عنوان رئیس مجلس نمایندگان تاجیکستان فعالیت می‌کند.
او در ۱۴ تیر ۱۳۵۵ در رشت به دنیا آمد. او سابقه کار به عنوان مهندس و مدیر عامل را در کارنامه خود دارد. ذاکر زاده از سال ۲۰۱۵ تا ۲۰۱۶ به عنوان وزیر کشاورزی فعالیت کرد. وی همچنین از سال ۲۰۱۶ تا ۲۰۲۰ به عنوان معاون نخست‌وزیر تاجیکستان فعالیت کرد.